# ジャスティン・フランケル
ジャスティン・フランケル（英: Justin Frankel、1978年 - ）はアメリカ合衆国のプログラマであり、メディアプレーヤーWinampの開発とP2PシステムGnutellaの発明をした。また、各種音楽制作ソフトウェアを生み出している Cockos Incorporated の創業者でもある。

## 高校時代まで
1978年、アリゾナ州セドナで生まれ育った。父のチャールズは法律家で、母キャスリーンは郵便配達とヘルスフード店で働いていた。幼いころからコンピュータに関する才能を持っていた。通っていた Verde Valley School の学生によるコンピュータネットワークを運営し、学生のための電子メールアプリケーションを書いた。また、そのネットワーク上のコンピュータ利用時のキー入力を記録するキーロガープログラムを書いたこともあるが、実際に使ったことはないと主張している。高校生になると、自分のソフトウェアの作者名としてNullsoftという名前を使うようになった。

## Winamp
3.9 GPA という成績で高校を卒業後、1996年にユタ大学に入学し計算機科学コースを選択したが、半年後には辞めた。その数ヵ月後、新たに設立した Nullsoft という会社から最初のWinampをリリース。1998年には1500万ダウンロードを記録した。シェアウェアとして多くの人が10ドルを送金してきていたため、毎月数万ドルの収入になった。
その後、Winampの開発とディストリビューションに大きな役割を果たしたトム・ペッパーと共にSHOUTcastを完成させた。これは一般ユーザーがインターネット接続経由で音声を放送または「ストリーミング」できるソフトウェアである。また、Winampのプラグインとして Advanced Visualization Studio も作った。これは、リアルタイムの音楽視覚化ソフトであり、プログラミングの知識がなくともグラフィックスを生成できる。

## AOL への Nullsoft 売却
1999年6月、AOLは Nullsoft と Spinner.com（こちらもメディアプレーヤー開発業者）を同時に買収した。買収額は合計で約4億ドルである。そのうち Nullsoft は8600万ドルである。フランケルはこの取引でAOL株を522,661株取得し、金額にして約5900万ドルだった。

## AOL
2000年3月14日、フランケルとトム・ペッパーはNullsoftのWebサーバを使ってGnutellaをリリース。AOLはこの事実を関知していなかった。GnutellaはNapsterのようなP2Pファイル共有システムであり、Napsterはクライアントを動作させている全てのコンピュータでMP3ファイル群を共有できるものだった。GnutellaはNapsterとは異なり、MP3以外のあらゆる種類のファイルも共有できた。また、Napsterのような単一障害点がなく、共有コンテンツがどこにあるかを集中管理しているわけではなかった。Napsterは中央サーバを切れば全体が機能しなくなるが、Gnutellaにはそのような中央サーバがなく、いったんGnutellaのネットワークが構築されると、それを止めることはできない。
当時AOLはタイム・ワーナーとの合併を進めていて、タイム・ワーナーはNapsterに訴訟を起こしていた側の一員だったため、Gnutellaは合併の障害になると思われた。AOLはNullsoftのサーバでのGnutella公開を止めさせたが、既に数千ダウンロードが行われた後だった。後にGPLらしきライセンスでソースコードが公開された。Gnutellaの開発はフランケル抜きで進み、当時としては最も人気のあるP2Pファイル共有ネットワークとなった。互換クライアントも多数作られた（BearShare、Morpheus、Gnucleus、LimeWireなど）。
AOLはその後フランケルを監視し、フランケルが何かを公にリリースしようとするのを止めた。例えば、MP3検索エンジンや AOL Instant Messenger の広告表示をブロックするためのパッチなどである。2003年6月2日、フランケルは退職をほのめかした。これは、彼のプライベートP2Pファイル共有プログラムWASTEをAOLがNullsoftのウェブサイトから削除したのが原因である。しかし彼は Winamp 5.0 を完成させるためにAOLに残った。2003年12月9日、AOLはNullsoftのサンフランシスコ事務所を閉鎖し、450人の従業員を解雇した。
フランケルは2004年1月22日、自身のブログでAOLを辞めたことを公表した。

## AOL退社後
Nullsoftから離れた後もフランケルは活発に動いた。彼のブログによると、プログラマブルなエフェクタ Jesusonic、複数のミュージシャンがインターネット上で共同で音楽を制作できる新たなソフトウェア NINJAM などのプロジェクトを進めている。
新たに設立した会社 Cockos では、Windows用および Mac OS X 用のマルチトラック・オーディオエディタ REAPER を開発している。このソフトウェアはフランケルが2、3日おきに新バージョンをリリースしている。

## 語録
- 「俺にとって、コーディングは自己表現の1つの形態だ。あの会社は俺の一番大事な自己表現をコントロールしていた。これは俺という個人にとっては我慢できなかった。だから出て行かなきゃならなかった」 - AOLを辞めることを公表した際のブログより[4]